# Transports dans les Hautes-Alpes
Les transports dans le département français des Hautes-Alpes sont caractérisés par le manque d'infrastructures performantes et un relatif isolement. La faible population du département (141 000 habitants en 2018), l'omniprésence du relief (le plus élevé en moyenne en France avec près des trois quart de la superficie située en zone de montagnes), l'étroitesse des vallées, l'absence de pôles urbains ou industriels majeurs (hormis la préfecture Gap peuplée de 40 000 habitants)  ne favorisent pas le développement d'une offre de transport. Par ailleurs le département ne comporte aucun axe de transit majeur, l'itinéraire par la vallée du Rhône étant préféré à celui par les Hautes-Alpes pour les trajets terrestres entre d'une part Lyon et les Alpes du Nord et d'autre part la Côte d'Azur. Enfin la volonté de maintenir ou développer l'accessibilité au département se heurte d'une part aux couts de la desserte d'une région montagneuse et peu peuplée (notamment pour les projets de maintien et d'amélioration des dessertes ferroviaires) et d'autre part aux souhaits de préserver un environnement naturel exceptionnel (projet de l'autoroute A51).
Dès l'Antiquité, la voie Domitienne longeant la vallée de la Durance et passant par le col de Montgenèvre, près de Briançon, est la principale route utilisée par les romains pour passer de l'Italie à la Gaule. L'infrastructure routière laissée par les romains va progressivement se dégrader jusqu'à la fin du Moyen Âge ne permettant à cette date que le port à dos d'homme ou de mulet. Ce n'est qu'au 18e siècle que des voies royales sont créées reliant d'une part Grenoble, Gap et Briançon et d'autre part Gap à Marseille. L'expansion du réseau routier s'accélère sous la Monarchie de Juillet (1830-1848) et va se poursuivre durant le Seconde Empire. Les principaux axes routiers sont achevés au milieu du 19e siècle et le réseau routier secondaire s'étoffe également. Par ailleurs une loi de 1833 organise la construction chemins vicinaux dont la longueur atteint 2 935 kilomètres en 1860. Pour franchir les rivières des ponts sont systématiquement construits à la place des bacs en utilisant parfois la technique du pont suspendu. La construction de voies ferrées dans les Alpes du sud est tardive car le potentiel de trafic, très faible, peine à attirer les investissements privés. C'est seulement entre 1875 et 1878 que sont ouvertes la ligne de Grenoble à Sisteron et son embranchement vers Gap. La ligne de Gap à Briançon est mise en service la décennie suivante, en 1883-1884, et la ligne de Livron à Aspres-sur-Buëch en 1894.
La construction du barrage de Serre-Ponçon, inauguré en 1961, qui noie sur une grande longueur la voie ferrée entre Chorges et Embrun ainsi que plusieurs routes dont un tronçon de la RN 94 reliant Gap à l'Italie, nécessite la reconstruction de ces axes de communication. Les deux projets de construction d'axe routier majeurs envisagés depuis la fin de la Seconde guerre mondiale ont du mal à aboutir. Le projet de construction de l'autoroute A51 reliant Sisteron à Grenoble et traversant les Hautes-Alpes est initié dans les années 1970 mais se heurte à des questions de financement et de tracé et reste finalement inachevé. La construction de la rocade de Gap destinée à dévier le trafic de transit du centre de cette ville est étudié dès les années 1970 mais son cout freine sa réalisation. Victime d'énormes dépassements (son cout est évalué à plus de 120 millions € en 2025) la rocade longue de 9 kilomètres ne devrait pas être achevée avant 2030.
De nos jours le Le réseau routier est constitué de 26 kilomètres d'autoroute (A51), 152 kilomètres de voies nationales, 1 950 kilomètres de routes départementales et 2 670 kilomètres de voies communales. Le transport de fret est réalisé exclusivement par la route tandis que celle-ci a également un quasi monopole pour le transport des voyageurs du fait de la faiblesse (fréquence) de la desserte ferroviaire par ailleurs concurrencée par un réseau de bus régionaux.

## Contexte
Le relief omniprésent dans les Hautes-Alpes et l'altitude  élevée  des cols constituent des obstacles qui ont contribué à freiner la création de voies de communication dans le département et handicape toujours de nos jours les déplacements. La seule voie de communication naturelle est la vallée de la Durance qui traverse le département sur sa plus grande longueur (du nord-est au sud-ouest). Mais celle-ci comporte des verrous et gradins (à L'Argentière, Siguret...) et des passages étroits difficiles à franchir (à Saint-Martin-de-Queyrières, entre Saint-Clément et Embrun et à La Saulce). Dans toutes les autres directions il est nécessaire soit de franchir des cols pour accéder aux départements voisins soit d'emprunter des gorges étroites et sinueuses. Depuis Briançon il faut passer par le col du Lautaret pour aller vers le nord, le col de Montgenèvre pour aller vers l'Italie et le col de Vars pour aller vers le sud. Depuis Gap pour aller vers le nord on se hisse jusqu'au col Bayard avant d'emprunter une route particulièrement sinueuse sur certains tronçons (Route Napoléon). Une alternative pour aller vers le Nord est la route plus à l'ouest passant par le col de Lus-la-Croix-Haute mais celle-ci est également en partie très sinueuse. Enfin pour rejoindre la Vallée du Rhône à l'ouest il n'existe que deux mauvaises voies vers Valence par le col de Cabre et vers Pont-Saint-Esprit.

## Historique

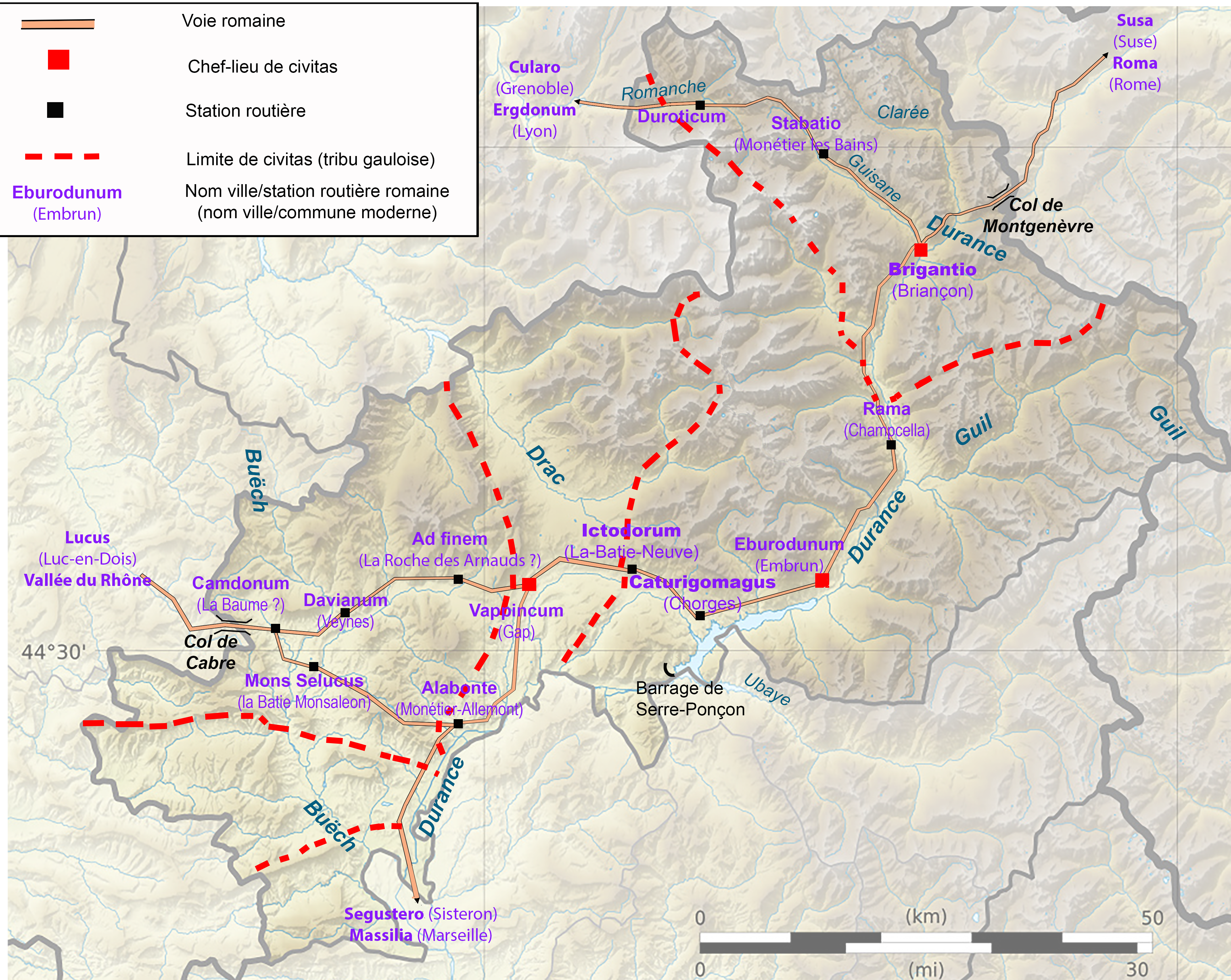
Carte des voies romaines, des cités et stations routières et des limites des civitas sous l'Empire romain.

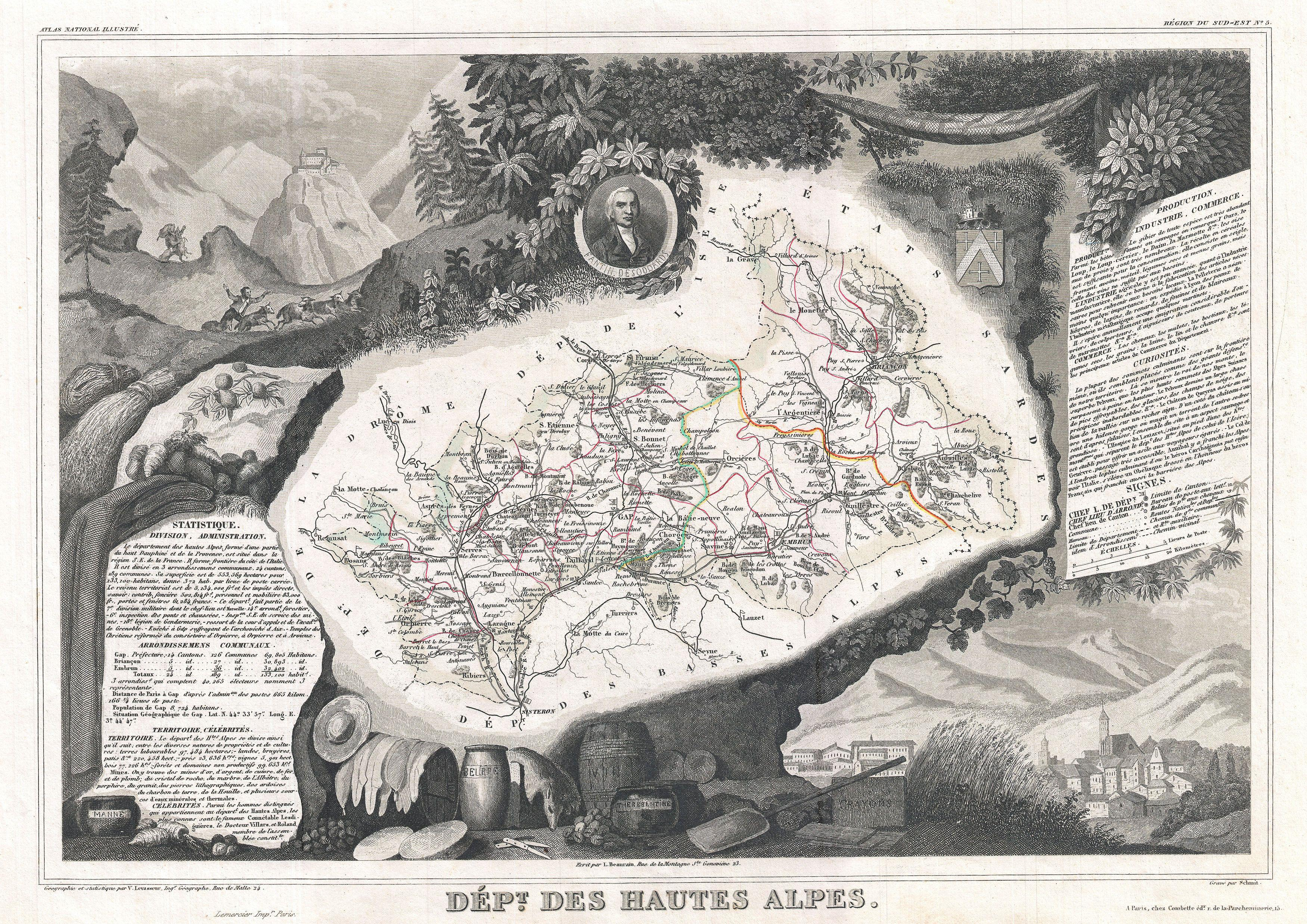
Carte de 1852 montrant le réseau routier principal et secondaire (chemins) au milieu du XIXe siècle.

### Le réseau de voies romaines
Les romains sont les premiers à transformer les chemins existants empruntés à l'époque par les peuples celto-ligures vivant dans la région en routes carrossables. Pour relier la plaine du Pô en Italie à la Gaule ils édifient la voie Cottia per alpem qui franchit le col du Montgenèvre puis passe par Briançon (Brigantio), Embrun (Eburodunum), Chorges (Caturigomagus), Gap (Vappincum), Aspres-sur-Buëch, le col de Cabre (Gabra mons), la vallée de la Drome pour atteindre Valence. La voie Domitienne prolongée reliait Gap à Sisteron (Segustero) puis se poursuivait vers Apt et Arles. Des voies secondaires reliaient Briançon à Grenoble via le col du Lautaret et Gap à Grenoble via la vallée du Champsaur. Ces voies romaines ont permis la pacification de la région par les romains puis son développement économique et la diffusion de la civilisation romaine.

### Les voies royales
Durant le Moyen Âge le réseau de voies romaines disparait faute d'entretien et la circulation des voitures est remplacée par le transport par des animaux de bât. C'est seulement au XVIIIe siècle que les voitures peuvent à nouveau circuler sur les voies royales qui relient d'une part Grenoble, Gap et Briançon et d'autre part Gap et Marseille. Napoléon Ier joue un rôle important en  introduisent une nouvelle manière de tracer les routes dans les régions montagneuses : jusque là, pour éviter les dégâts provoqués par les crues, les routes étaient tracées sur les flancs de la montagne. Désormais leur tracé emprunte le fonds des vallée en endiguant les cours d'eau. Le préfet des Hautes-Alpes Ladoucette fait réaliser en 1805, malgré l'opposition des officiels, la route reliant Briançon au col du Montgenèvre et à l'Italie.

### Construction du réseau routier auXIXesiècle
La construction du réseau routier des Hautes-Alpes s'accélère sous la Monarchie de Juillet (1830-1848) et va se poursuivre durant le Seconde Empire. Avant la Révolution la seule desserte routière de qualité utilise la vallée de la Durance pour relier la Provence à Briançon mais il n'existe aucune liaison permettant de rejoindre les autres régions françaises et l'Italie tandis que le réseau secondaire est inexistant.
Les routes vers Grenoble passant par le col de Lus-la-Croix-Haute et par le col du Lautaret sont achevées respectivement en 1847 et 1859. Les routes menant vers le col de Cabre (liaison vers Valence et la vallée du Rhône) et desservant le Queyras depuis Guillestre sont réalisées au cours de la première moitié du XIXe siècle. Le réseau routier secondaire s'étoffe également : la route de Gap à Barcelonnette via Jarjayes est achevée en 1850, Savines est reliée Digne en 1836, la construction de la route de Chorges à Tallard par la vallée de l'Avance s'achève en 1853. Pour désenclaver le Dévoluy une route vertigineuse passant par le col du Noyer est inaugurée en 1856. Les liaisons de cette région avec l'extérieur sont améliorées en 1867 par la réalisation d'une route reliant La Cluse à Corps achevée en 1867. Par ailleurs une loi de 1833 organise la construction chemins vicinaux dont la longueur atteint 2 935 kilomètres en 1860. Pour franchir les rivières des ponts sont systématiquement construits à la place des bacs en utilisant parfois la technique du pont suspendu.

### Création du réseau ferroviaire

Carte animée de l’évolution du réseau ferroviaire du département.

La construction de voies ferrées dans les Alpes du sud est tardive. Dans cette région, pauvre et peu peuplée, le potentiel de trafic, très faible, peine à attirer les investissements privés qui sont à l'origine de l'expansion du réseau de chemin de fer. Le premier projet de ligne datant de 1853 partait de Grenoble et passait par la vallée de la Romanche ou du Drac pour atteindre Briançon puis franchissait la frontière franco-italienne au niveau du col de l'Échelle via un tunnel. La détérioration des relations avec le nouvel état italien né en 1861 entraine le report de ce projet. Les objectifs fixés à la ligne de chemin de fer sont désormais de desservir les villes (principalement Gap) et Briançon place forte stratégique. Pour y répondre Gap devait être au cœur d'une étoile ferroviaire comprenant une ligne allant jusqu'à Briançon, une deuxième allant à Grenoble via la vallée du Drac (Champsaur) et une troisième ligne atteignant Avignon via Sisteron et Manosque. Les problèmes soulevés par le relief font abandonner la desserte de Grenoble via le Champsaur au profit de la ligne Grenoble-Marseille via le col de la Croix-Haute faisant de Veynes le cœur d'une étoile ferroviaire desservant Gap/Briançon à l'est, Grenoble au nord, Valence à l'ouest et Marseille via Sisteron / Aix au sud
C'est seulement entre 1875 et 1878 que sont ouvertes la ligne de Grenoble à Sisteron et son embranchement vers Gap. La ligne de Gap à Briançon est mise en service la décennie suivante, en 1883-1884, et la ligne de Livron à Aspres-sur-Buëch en 1894.
Ainsi constitué à la fin du XIXe siècle par la Compagnie des chemins de fer de Paris à Lyon et à la Méditerranée (PLM), le réseau ferroviaire haut-alpin, en croix autour de Veynes n'évolue plus jusqu'à aujourd'hui.

### Prolongement vers l'Italie
L'Italie étant situé à faible distance du terminus Briançon les gouvernements français et italien ont envisagé depuis plus d'un siècle de prolonger la voie ferrée de manière à le connecter au réseau ferré italien. Mais ces projets sont restés jusqu'à présent dans les cartons. Deux scénarios ont été étudiés :
- Création d'une ligne entre Briançon et Bardonnèche longue de 28 kilomètres passant par la vallée de la Clarée avec des rampes de 28 ‰ , des courbes de 300 mètres et plusieurs tunnels dont l'un de 4,6 kilomètres sous le col de l'Echelle à une altitude de 1 512 mètres.
- Création d'une ligne entre Briançon et Oulx-Cesana longue de 27 kilomètres  avec des rampes de 10 ‰ , des courbes de 350 mètres et  un tunnel de 8,3 kilomètres sous le col du Montgenèvre à une altitude de 1 401 mètres.

### Construction avortée de la ligne ferroviaire  du Champsaur
La ligne du Champsaur est un projet abandonné en cours de construction qui devait relier Gap à la Mure (via Corps) en passant par le Champsaur. Elle aurait permis de relier Gap à Grenoble. L'infrastructure était constituée d'une ligne à voie métrique parcourue par des trains à traction électrique. La voie partant de Gap  montait jusqu'au col de Manse (1 275 mètres) puis descendait jusqu'à la vallée du Drac en décrivant un large S qu'elle longeait par la suite. Sa construction débute en 1912 mais les travaux sont suspendus en 1928 puis le projet est définitivement abandonné en 1941 pour des raisons économiques alors que la majeure partie de la plate-forme et des ouvrages d'arts sont achevés

### Construction avortée de la ligne ferroviaire de Chorges à Barcelonnette

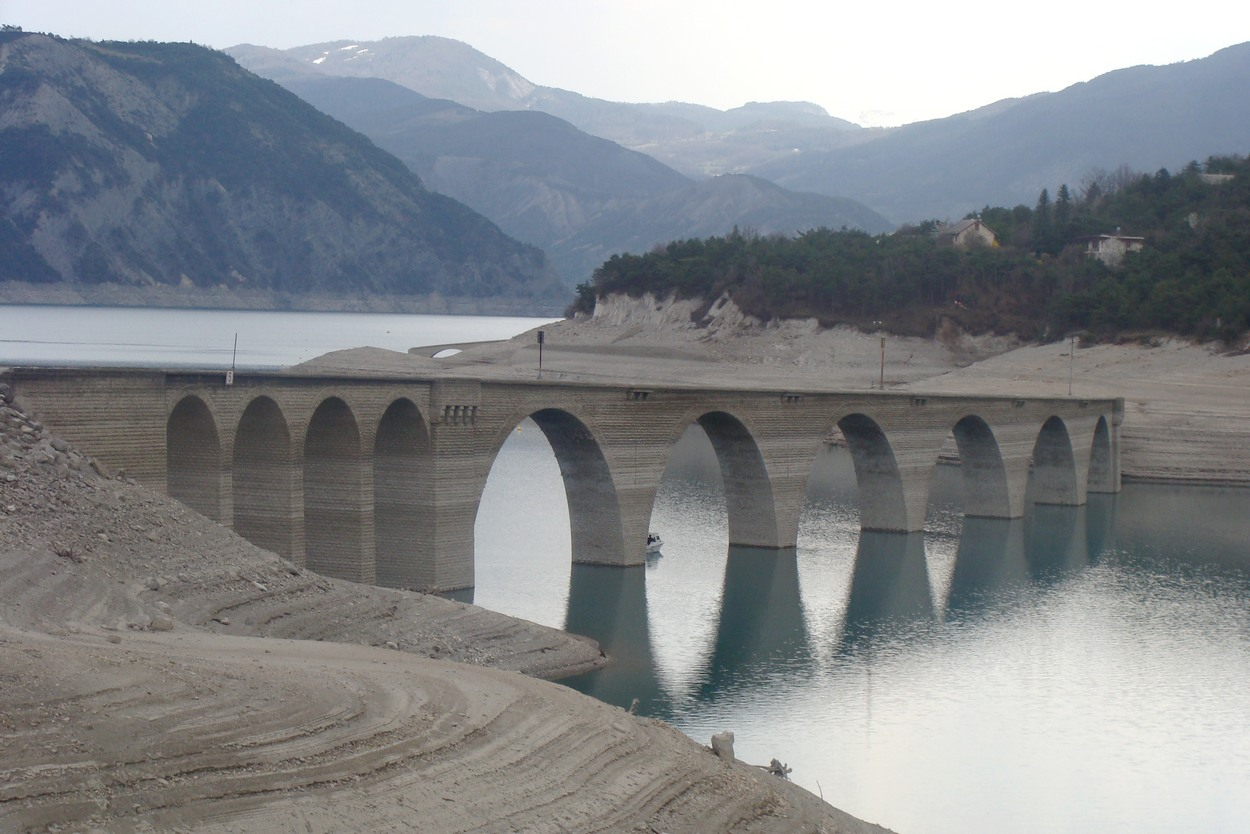
Le viaduc de Chanteloube ouvrage de la ligne de Chorges à Barcelonnette jamais achevée émerge des eaux du lac de Serre-Ponçon durant les périodes de basses eaux.

Dans le plan Freycinet de 1878 figure la construction d'une voie ferrée se débranchant à Chorges de la ligne Veynes Briançon pour desservir la sous-préfecture des Hautes-Alpes Barcelonnette. Longue de 41 kilomètres, la réalisation de cette ligne est déclarée d'utilité publique en 1904 et confiée au PLM. Cette ligne à voie unique franchit un bras de la Durance puis la Durance elle-même puis longe l'étroite vallée de l'Ubaye jusqu'à sa destination à une altitude de 1 132 mètres. Pour ce faire elle passe sur deux viaducs (Chanteloube et Prégo-Dieu) et une série de tunnels dont les plus longs sont ceux de Sauze (2 kilomètres) et de Sant-Martin-la-Blache (1,7 km). Les travaux de construction sont interrompus par la Première Guerre mondiale alors que tous les ouvrages d'art ont été construits sauf le viaduc de Prégo-Dieu dont seules les piles ont été réalisées. Après ce conflit les travaux reprennent à un rythme plus lent. Finalement en 1935 le ministère de la Guerre, qui comptait initialement sur cette ligne pour la desserte du Queyras, abandonne sa demande. La ligne est déclassée en 1941 et une partie de son tracé en noyé par les eaux du barrage de Serre-Ponçon achevé en 1960. Certains tunnels sont réutilisés par la route départementale 954. Lorsque le niveau du lac de Serre-Ponçon est bas on peut apercevoir et circuler sur le viaduc de Chanteloube.

### Évolutions de l'infrastructure ferroviaire au20esiècle
Le réseau ferré connaîtra une remarquable stabilité au cours du XXe siècle : aucune autre ligne ne sera ouverte (les projets de ligne du Champsaur, entre Corps et Gap, et de ligne de l'Ubaye, entre Chorges et Barcelonnette, sont restés inachevés), aucune ne sera fermée, et l'équipement des lignes a peu évolué jusqu'à nos jours. Les principales modifications concernent la mise à voie unique de la ligne de Veynes à Briançon, initialement à double voie, pendant la Seconde Guerre mondiale.

### Impact de la construction du barrage de Serre-Ponçon

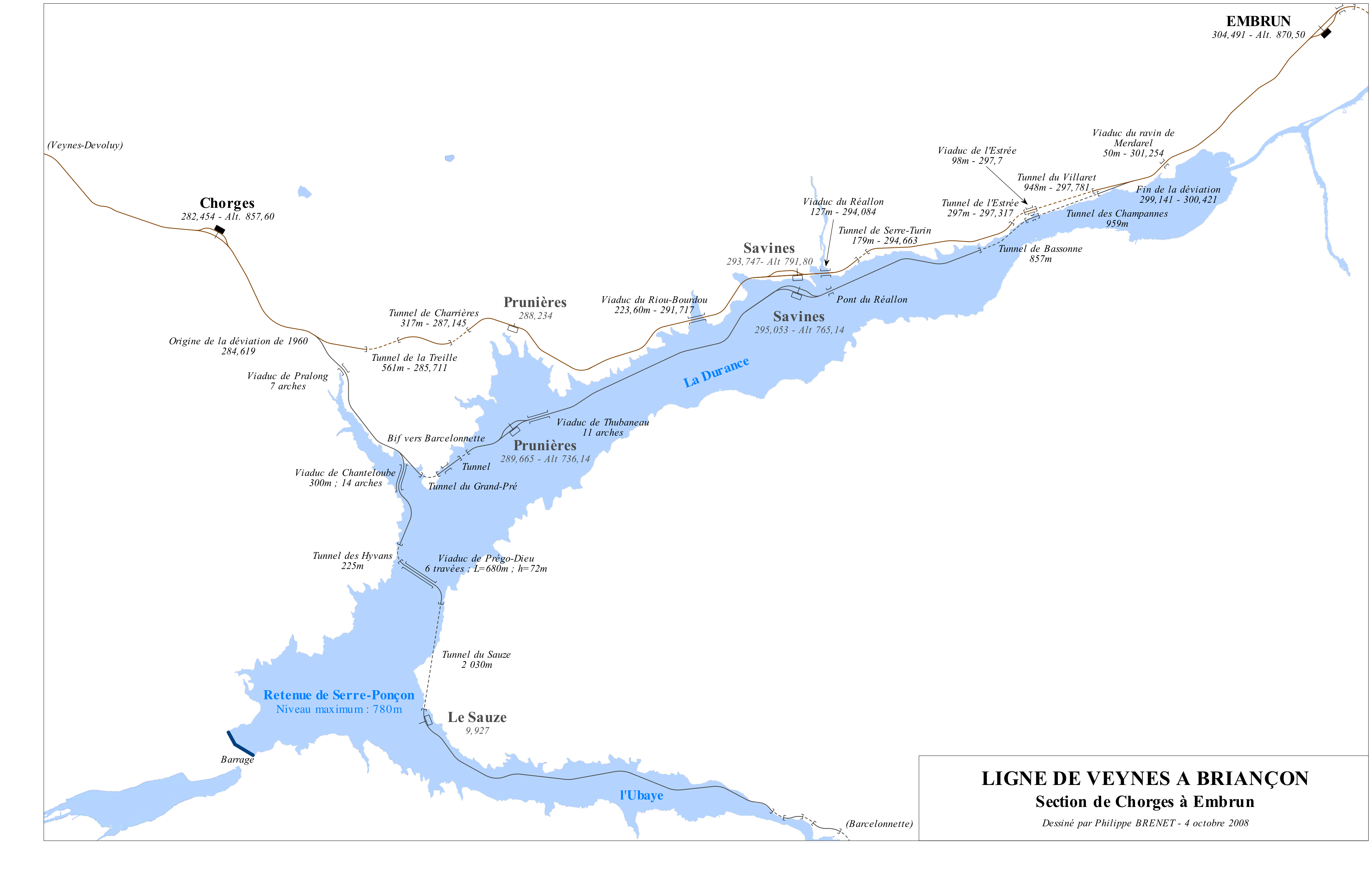
Schéma montrant l'ancien et le nouveau tracé de la ligne ferroviaire déviée à la suite de la mise en eau du lac de Serre-Ponçon.

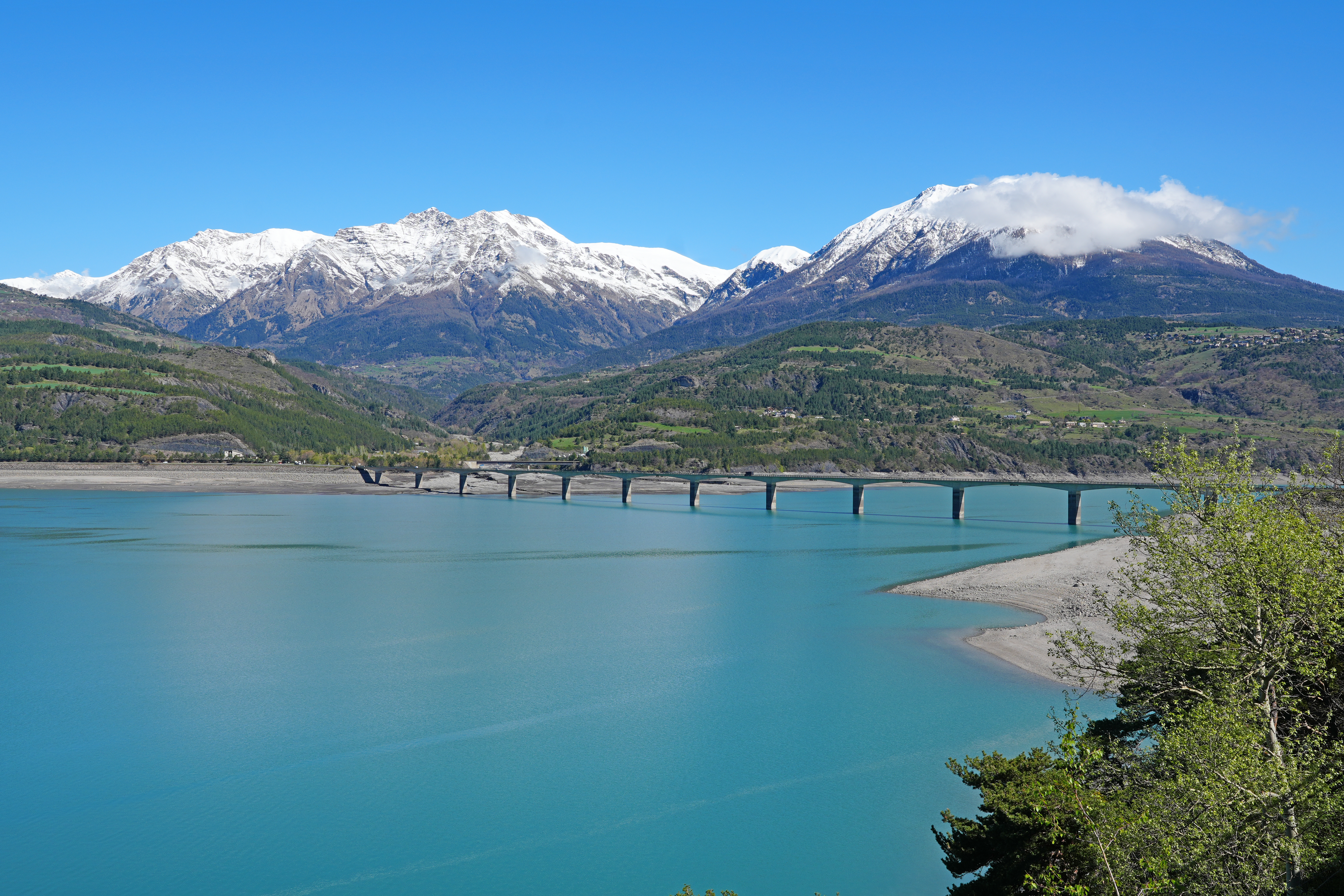
Le pont de Savines édifié pour permettre à la RN94 de franchir le lac de Serre-Ponçon.

Le lac de Serre-Ponçon créé par le barrage éponyme inauguré en 1961 noie sur une dizaine de kilomètres le fond de la vallée de la Durance ainsi que le tronçon aval vallée de l'Ubaye. Plusieurs axes de communication majeurs du département, qui doivent être noyés par les eaux du lac, sont reconstruits :
- La voie ferrée reliant Gap à Briançon est noyée entre Chorges et Embrun. Elle est reconstruite sur la rive droite du lac en grande partie sur une plateforme commune avec la RN 94. La gare de Prunières n'est pas reconstruite et celle de Savines (qui n'est plus desservie en 2025) est déplacée. Le nouveau tracé nécessite la réalistion de cinq tunnels et trois viaducs principaux.
- La Route nationale 94, qui constitue l'axe routier principal du département reliant Gap à l'Italie en desservant Embrun et Briançon, est reconstruite entre Chorges et le torrent de Boscodon. Elle traverse le lac au niveau de Savines sur un pont long de 924 mètres réalisé en béton précontraint.
- Les Route nationale 100b, la Route nationale 542 et l'ancienne route du Lauzet à la Durance, en rive droite de la rivière Ubaye sont également en partie noyées et sont reconstruites.

### Construction de l'autoroute A51

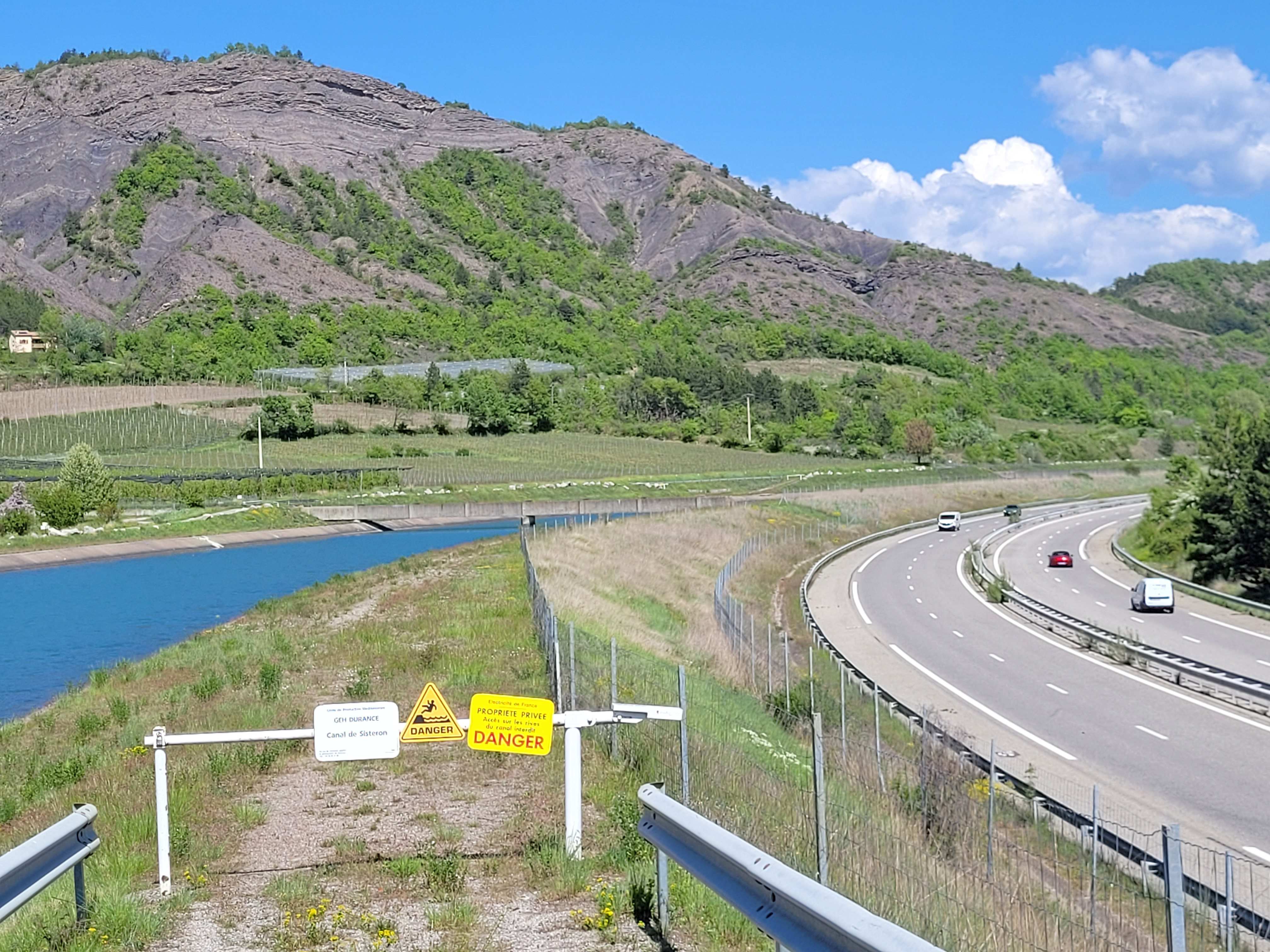
Le court tronçon de l'autoroute A51 dans les Hautes-Alpes vers Vitrolles longe le canal EDF de la Durance.

L'autoroute A51 (France) devait à l'origine relier Marseille à Grenoble en traversant les Hautes-Alpes. La réalisation de la section Marseille-Sisteron est réalisée progressivement entre 1970 et 1990 sans soulever de véritable polémique. La construction du tronçon Sisteron-Grenoble est par contre paralysée par la nécessité de traverser une zone très montagneuse et l'affrontement entre les partisans de deux tracés : 
- La liaison autoroutière entre Grenoble et Marseille est vue par certains aménageurs nationaux comme un moyen d'alléger le trafic de l'autoroute A7 Lyon-Marseille par la création d'un itinéraire bis et de désenclaver les Alpes du sud. Ceux-ci sont partisans d'un itinéraire court passant par la vallée du Buëch et le col de Lus-la-Croix-Haute à l'extrémité ouest des Hautes-Alpes.
- Les élus des Hautes-Alpes estiment que cet axe ne pourra constituer un véritable apport pour le département que s'il passe à l'est de Gap et atteint Grenoble via la vallée du Champsaur. Seul ce tracé permettra de desservir le coeur touristique du département.
- Les mouvements écologistes estiment que la construction d'une autoroute aura un impact lourd sur un environnement jusque là préservé et que les besoins des Hautes-Alpes peuvent être satisfaits par des aménagements apportés aux axes routiers existants et une amélioration de la desserte ferroviaire.

Alors que le choix d'un tracé reste toujours en suspens tout comme la décision de réaliser une liaison continue, le tronçon sud est prolongé jusqu'à La Saulce dans les Hautes-Alpes ce qui amène l'autoroute à 14 kilomètres de Gap. La même année le tronçon nord est amorcé au départ de Grenoble sur 17 kilomètres puis il est prolongé en 2007 sur 10,5 kilomètres jusqu'au col du Fau en Isère. Depuis cette date la réalisation du tronçon manquant est suspendue.

### Réalisation de la rocade de Gap

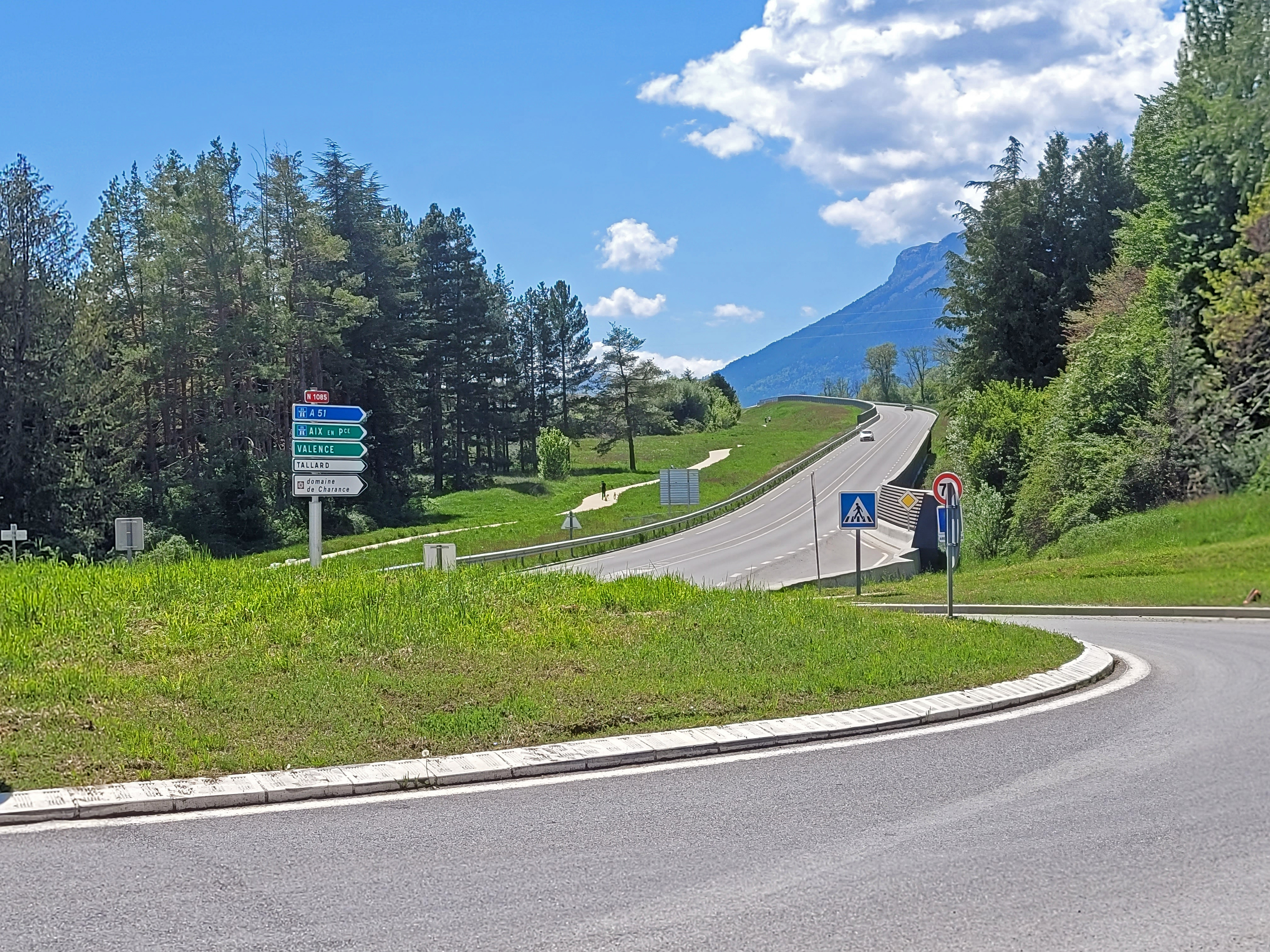
Rocade de Gap.

La ville de Gap constitue le principal nœud routier du département d'où partent les routes allant vers Marseille, Veynes/Serres, Grenoble (via le Champsaur) et l'Italie (via Briançon et le col du Montgenèvre). En 2025 tout le trafic de transit auquel vient s'ajouter le trafic local (au total 115 000 véhicules par jour), passe par l'unique axe routier qui traverse le centre-ville suscitant nuisances et embouteillages. La réalisation d'une rocade permettant au trafic de transit (15 000 véhicules/jour) d'éviter le centre-ville est un projet ancien (la réservation des terrains a  débuté en 1977 avec une inscription au POS et la réalisation était inscrite au plan état-région rédigé en 2000) mais sa réalisation a été freinée par son cout. Le tronçon central a été inauguré en 2021 mais sans le court tronçon le reliant à la route de Grenoble du fait d'un glissement de terrain nécessitant de reprendre les travaux (inauguration prévue en 2025). Les travaux sur le tronçon sud doivent entamés en 2025/2026 devraient s'achever vers 2027/2028 et ceux du tronçon nord doivent être achevés par plus tôt que 2030. Le cout du seul tronçon central long de 3 kilomètres se monte à 62,5 millions €,. Le cout de réalisation des deux autres tronçons, dont la longueur totale est de 6 kilomètres, était évalué en 2023 à 60 millions €.

Réseau ferroviaire et principaux axes routiers des Hautes-Alpes.

## Transport routier

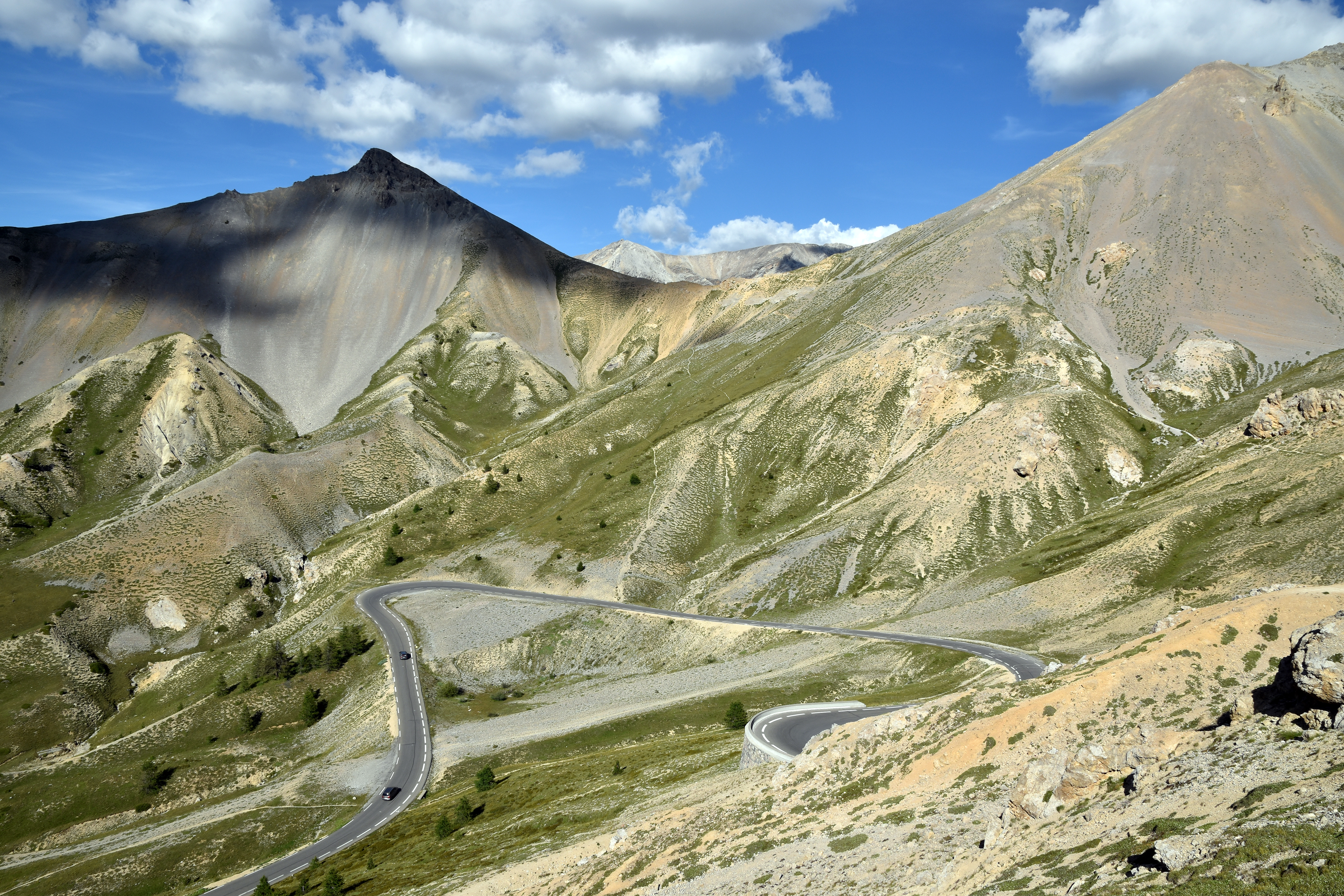
Les lacets de la route du col d'Izoard.

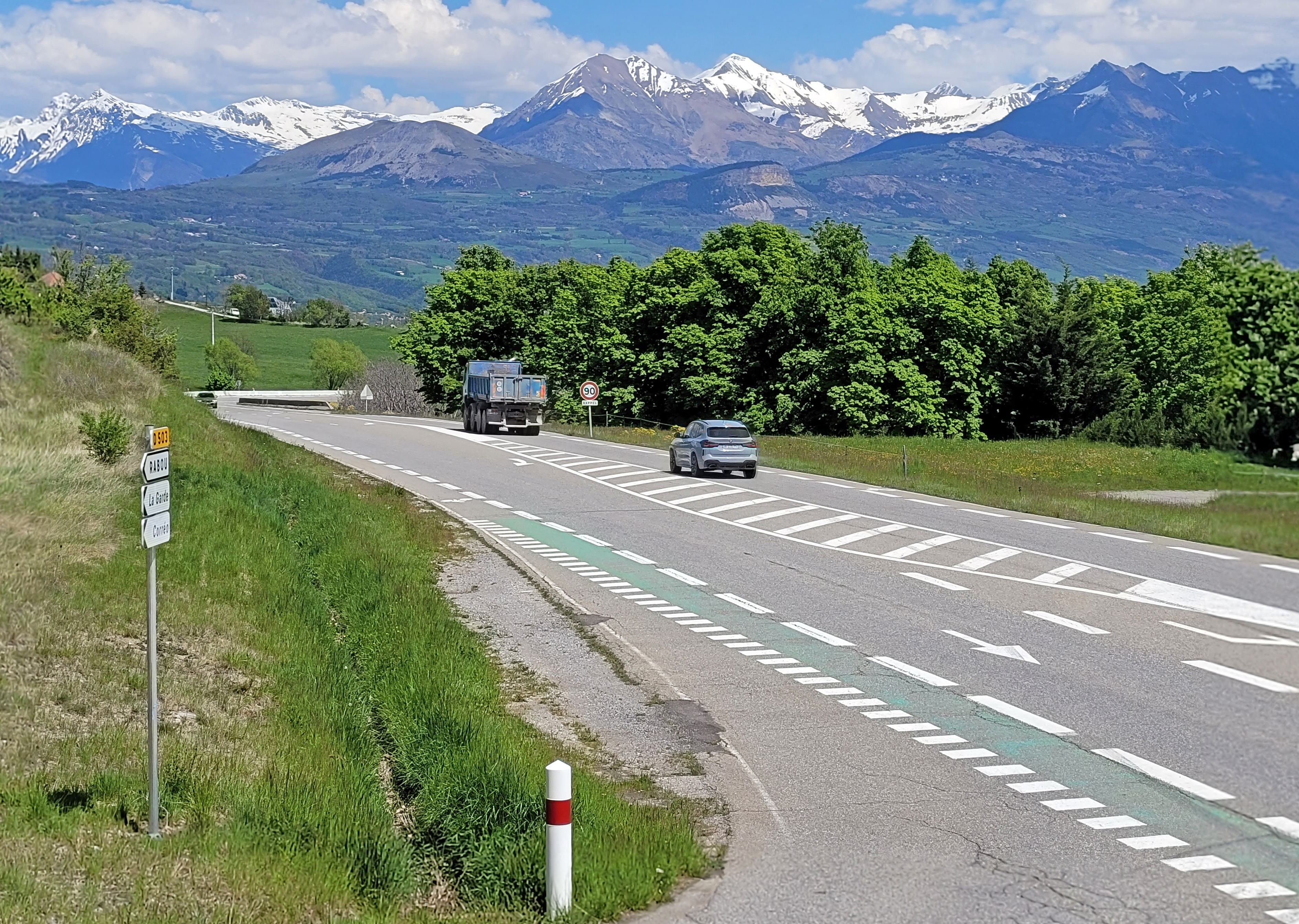
Route départementale 994 entre Gap et La Freissinouse.

### Infrastructures routières
Le réseau routier de Hautes-Alpes se situe à une altitude moyenne de 1 000 mètres et s'inscrit dans un paysage très montagneux ce qui rend les déplacements difficiles notamment en hiver. Les voies de communications sont structurées en forme de peigne dont les dents pénètrent dans des vallées profondes entaillant les massifs montagneux. Le réseau routier est constitué de :
- 26 kilomètres d'autoroute : extrémité nord de l'autoroute A51  reliant Marseille à La Saulce au sud du département.
- 152 kilomètres de voies nationales : RN 94 reliant Gap à l'Italie via Embrun, Briançon et le col de Montgenèvre et RN 85 reliant Grenoble à Cannes en passant dans les Hautes-Alpes par Saint-Bonnet-en-Champsaur, Gap, la Saulce et l'autoroute A51.
- 1 950 kilomètres de routes départementales : les principales sont les RD 994 entre Rosans et Gap via Serres et Veynes, RD 1075 entre Aspres-sur-Buëch et Laragne-Montéglin via Serres, RD 1091 entre Briançon et le col du Lautaret. La RD993 qui part d'Aspres-sur-Buëch et se prolonge dans le département de la Drôme par la RD93 en passant par le col de Cabre et en suivant la vallée de la rivière Drôme, permet d'atteindre la vallée du Rhône et la ville de Valence.
- 2 670 kilomètres de voies communales.

À Gap la route nationale 85 assure la continuité entre les tronçons nord et sud de l'autoroute A51. Celle-ci, en effet, s'interrompt sur une centaine de kilomètres au niveau des Hautes-Alpes et du sud de l'Isère ; l'achèvement de l'A51, longtemps projeté, est aujourd'hui abandonné au regard de son coût, de son impact environnemental et des débats sur son tracé.
Durant l'hiver quelques routes et plusieurs cols sont fermés, généralement de novembre à courant mai. Ce sont en particulier les cols du Galibier (2642 m.) qui connecte les vallées de la Maurienne et du Briançonnais, de l'Echelle (1762 m.) qui relie Névache à l’Italie, de Granon (2404 m.), d'Izoard (2362 m.) situé entre le Briançonnais et le Queyras, Agnel (2743 m.) qui relie le Briançonnais à l’Italie, du Parpaillon (non goudronnée 2783 m.)  et du Noyer (1664 m.) qui relie le Champasaur au Dévoluy. D'autres cols comme celui de Vars (2109 m) peuvent être fermés en cas de conditions d'enneigement exceptionnelles,.

Nationales et départementales des Hautes-Alpes
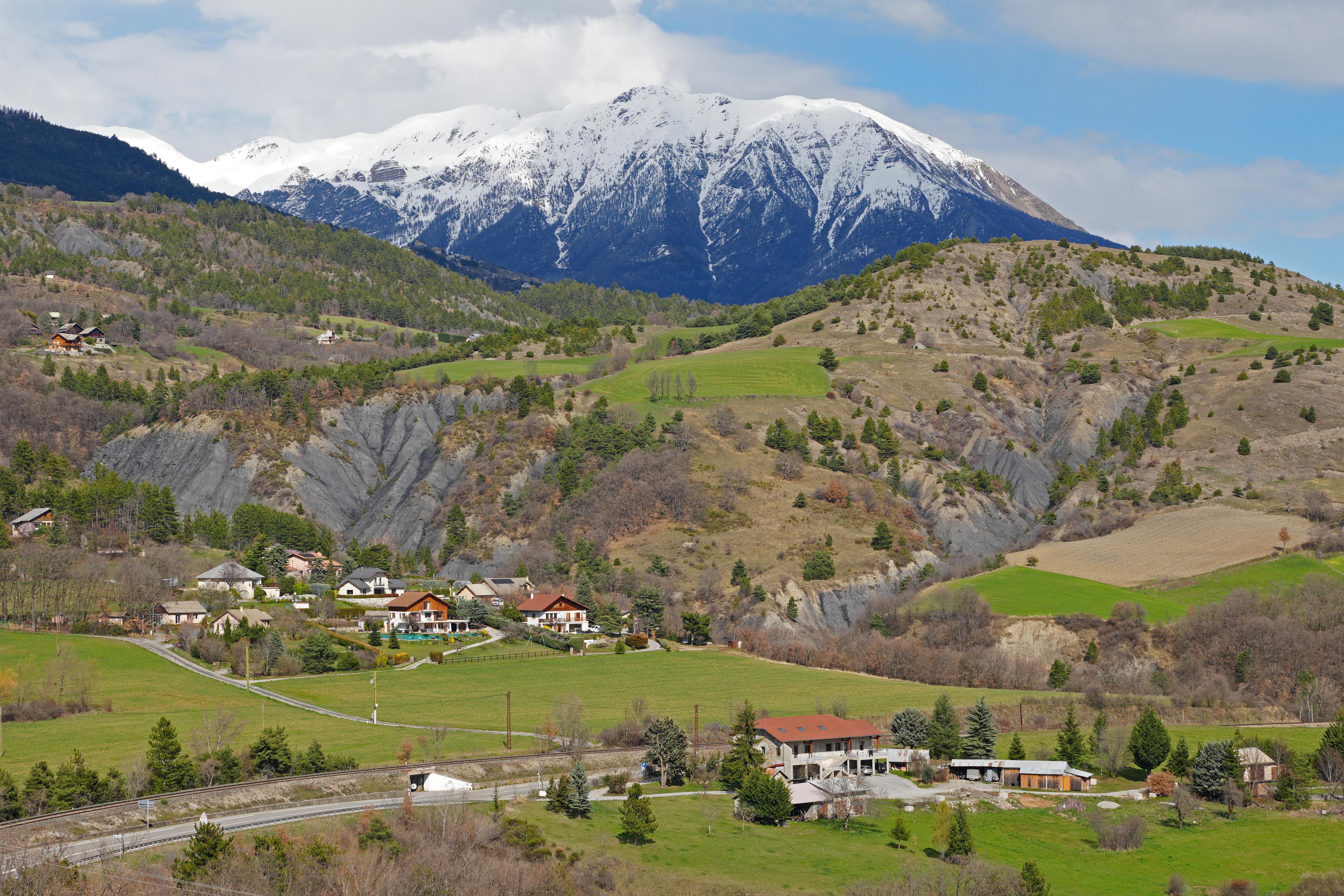
La route nationale 94 vers Chorges.
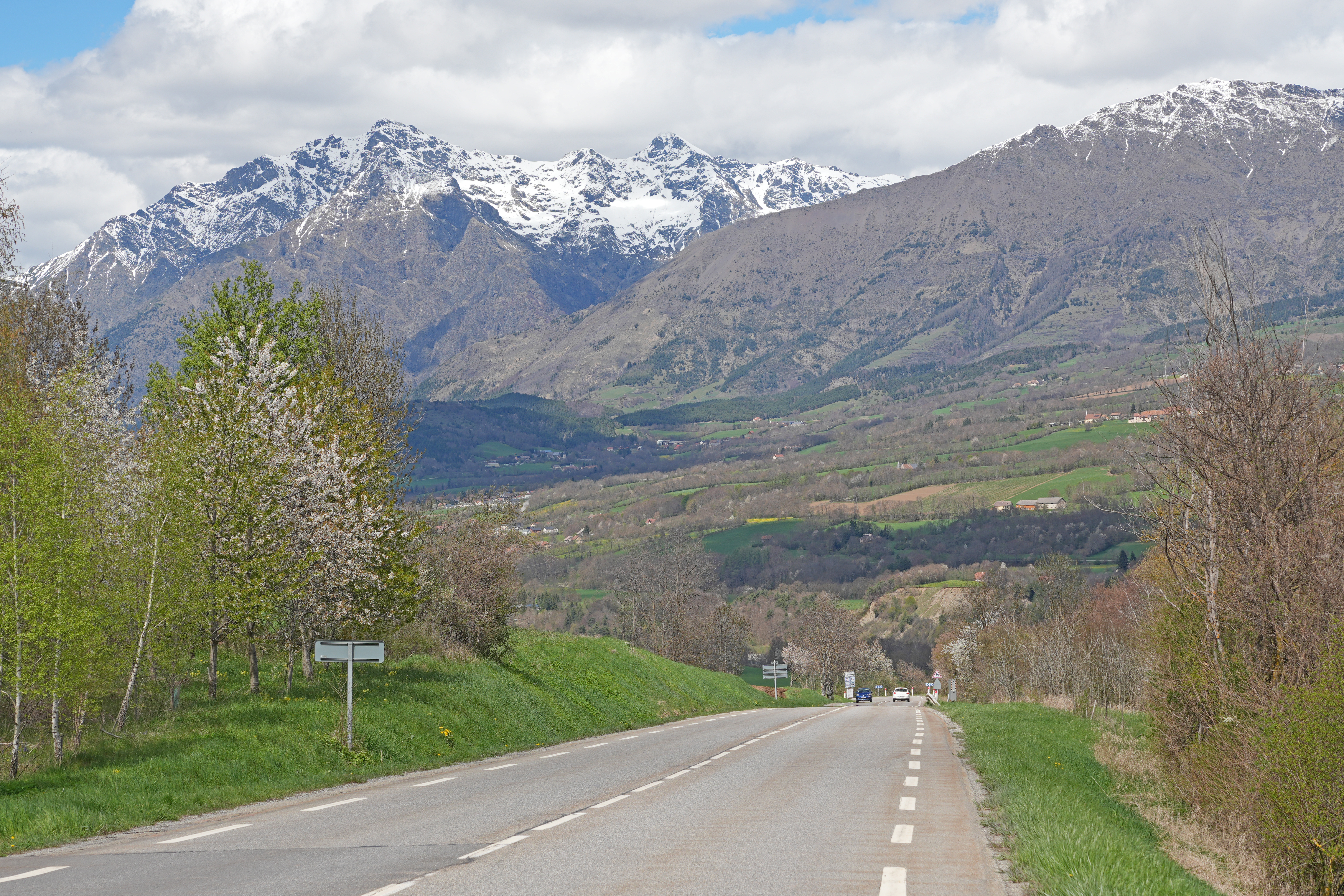
route nationale 95 vers Laye dans le Champsaur.
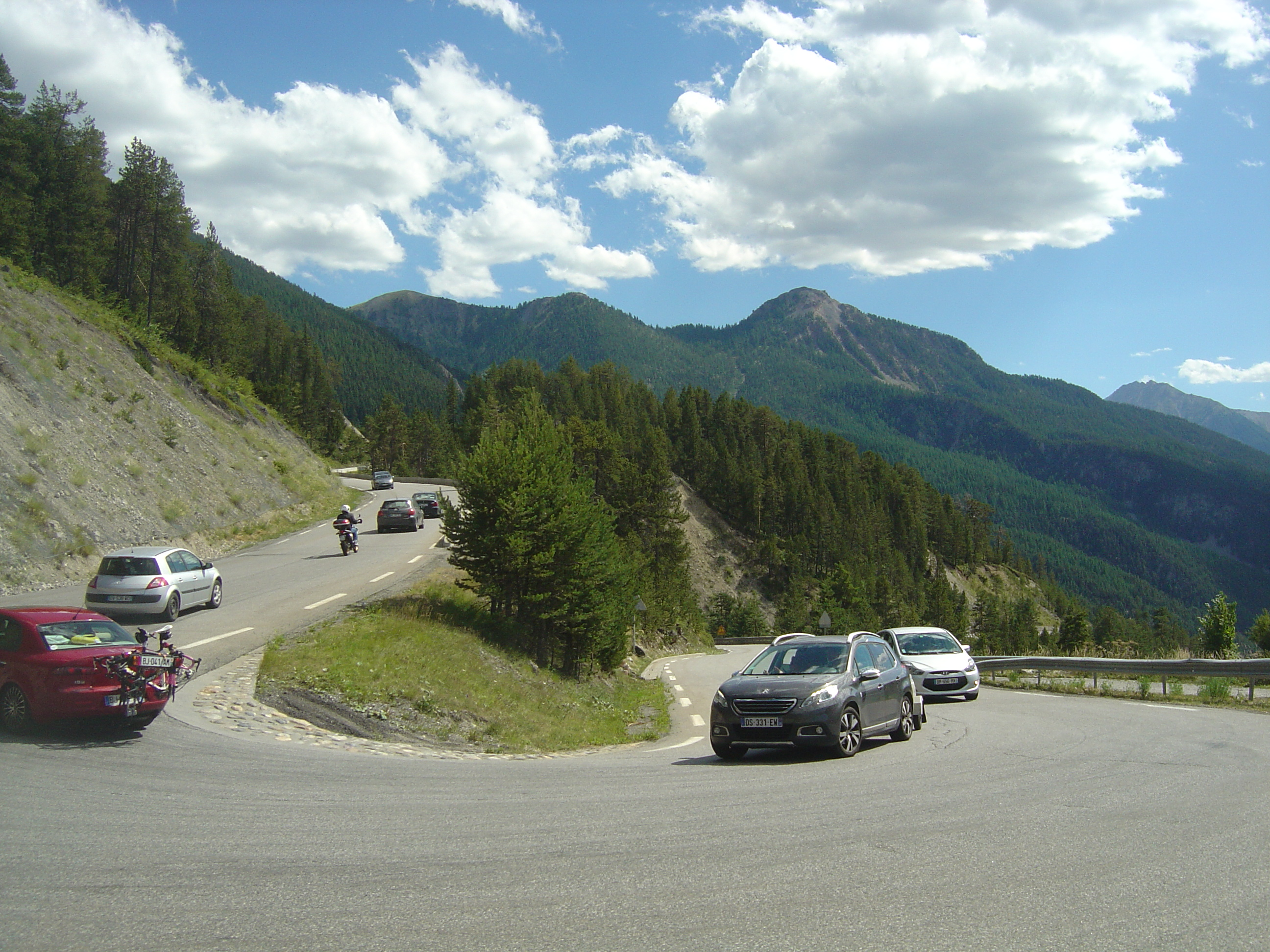
Ascension de la route nationale 94 vers le col de Montgenèvre, en direction de l'Italie.

### Lignes de bus régionales express

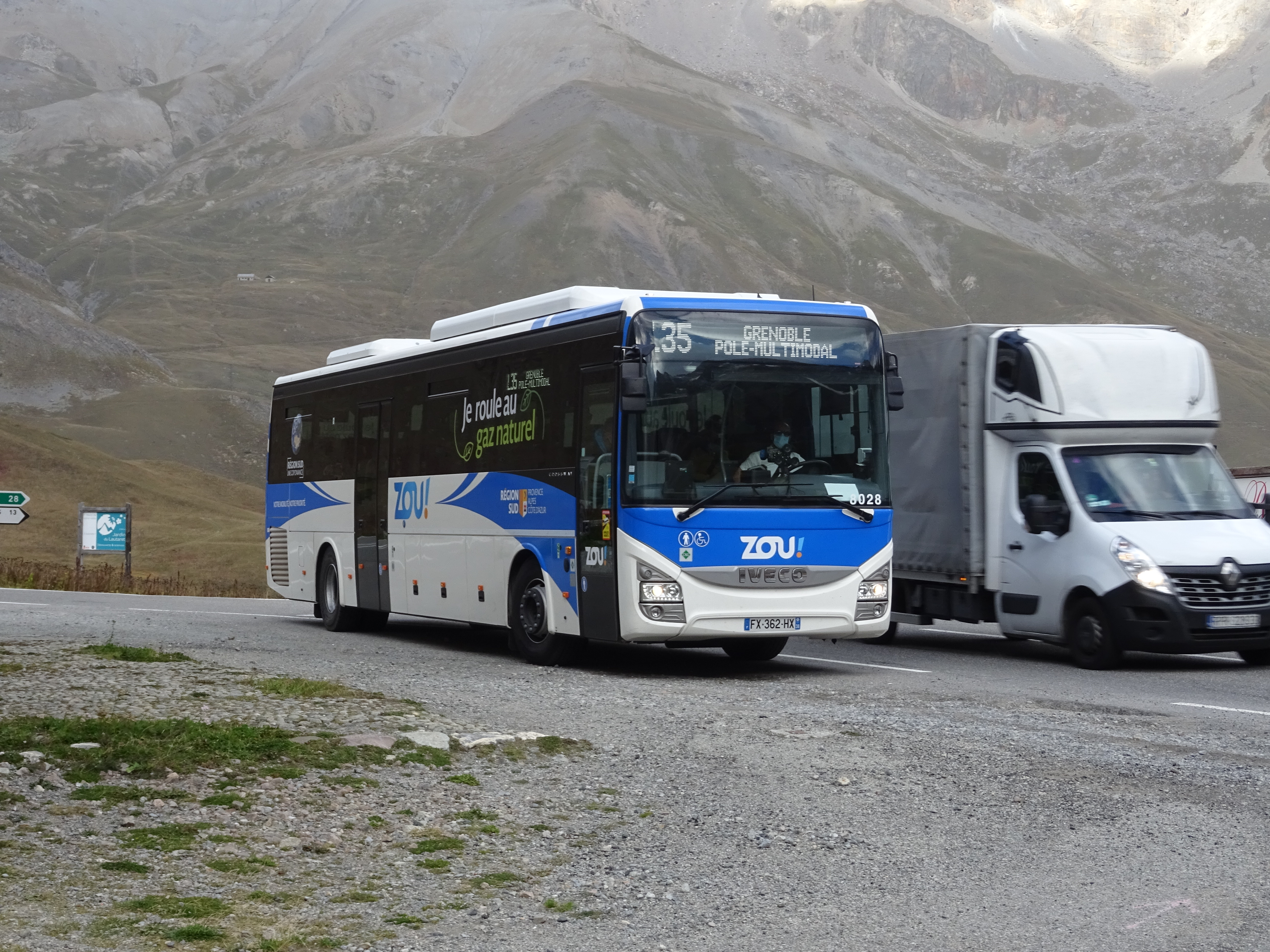
Autocar Zou! assurant la ligne Briançon-Grenoble photographié au col du Lautaret.

La région PACA met en œuvre quatre lignes de bus express Zou ! (longue distance) qui desservent pour partie le département : 
- Marseille ⥋ Briançon (ligne 69) qui dessert dans le département  Le Poët, La Saulce, Tallard, Gap, La Rochette, La Batie Neuve, Chorges, Savines-le-lac, Embrun, Chateauroux-les-Alpes, Saint-Clément-sur-Durance, Mont-Dauphin, Saint-Crépin, La Roche-de-Rame, L'Argentière-la-Bessée et Saint-Martin -de-Queyrières.
- Briançon ⥋ Grenoble (ligne 55) qui dessert  dans le département La Grave, Villar d'Arène, et Monétier les Bains.
- Serre-Chevalier ⥋ Modane (ligne 76) qui dessert dans le département Briançon et Montgenèvre
- Nice ⥋ Grenoble (ligne 51) qui dessert dans le département Laragne-Montéglin, Serres et Aspres-sur Buêch.

### Transports en commun sur route urbains et périurbains
La communauté d'agglomération Gap-Tallard-Durance et la commune de Briançon sont autorités organisatrices de la mobilité sur leur territoire et organisent des services de transport dans leur ressort territorial. À ce titre elles gèrent une trentaine de lignes desservant les communes du département à partir principalement de Gap et de Briançon dont une dizaine fonctionnent uniquement durant les saisons touristiques.
Par ailleurs il existe deux réseaux de bus urbain L'Agglo en bus (Gap) et TUB (Briançon) qui comptent respectivement une quinzaine et quatre lignes régulières d'autobus, ainsi que du transport scolaire et du transport à la demande.

## Transport ferroviaire

Le réseau ferroviaire des Hautes-Alpes en 2025.

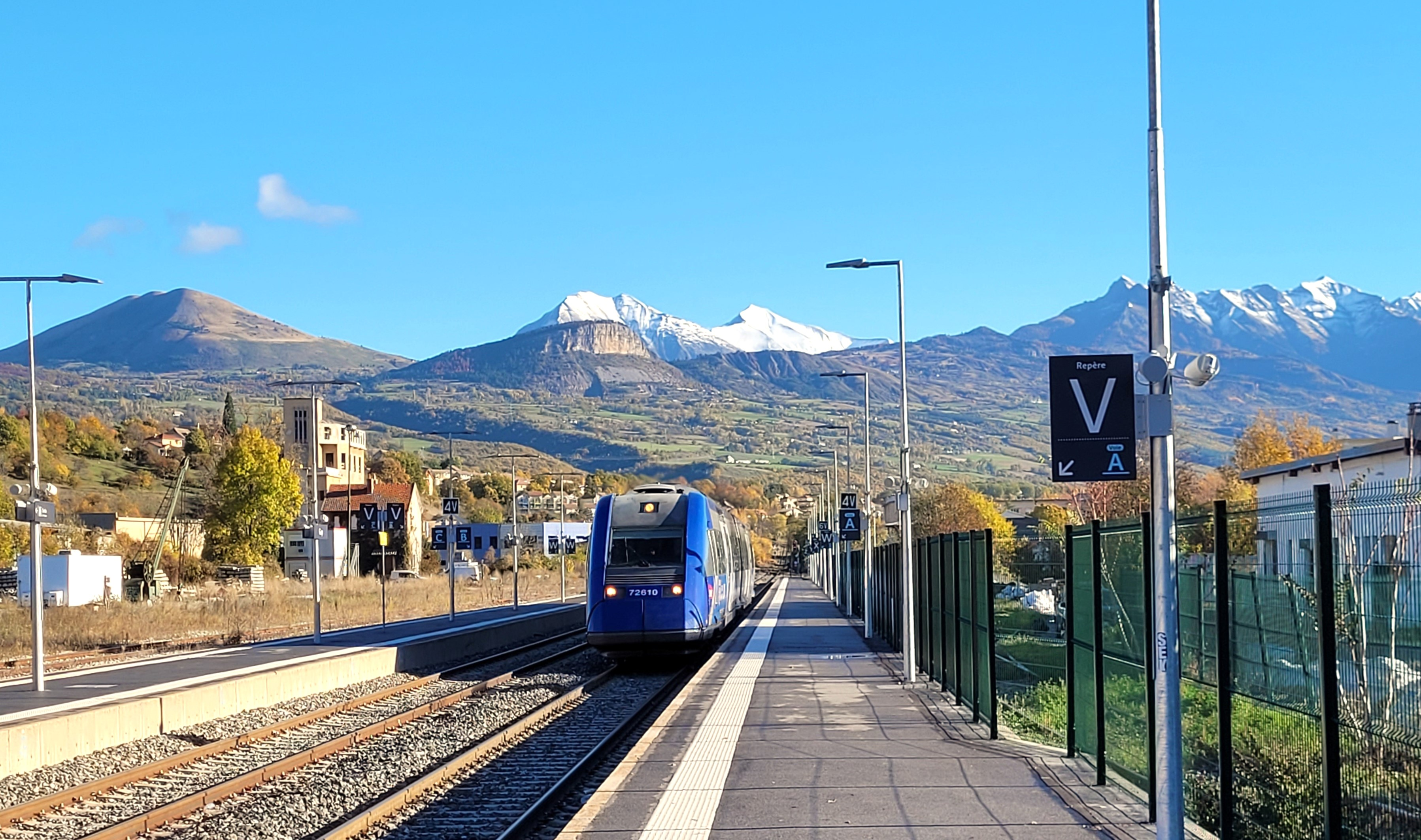
Automotrice diesel en provenance de Briançon et à destination de Marseille arrivant en gare de Gap.

En 2025 le train, fortement handicapé par une fréquence réduite des trains et une faible vitesse commerciale, a une part modale très modeste parmi les modes de transport. Le nombre de voyageurs transporté est également limité par la très faible densité du département. Aucun train de fret ne circule sur les voies. Le nombre cumulé de voyageurs des dix gares situées dans le département est inférieur à 3000 par jour. Les gares les plus fréquentées sont celles de Gap (307 000 voyageurs en 2023), celle de Briançon (192 288) et celle d'Embrun (123 315).

### Infrastructures
Le réseau ferroviaire des Hautes-Alpes est constitué de deux lignes quasiment toujours à voie unique et non-électrifiées qui se croisent  à la Veynes et Aspres-sur-Buëch : 
- la Marseille-Grenoble, dont les tronçons nord (ligne des Alpes) et sud (liaison commerciale Marseille - Briançon) sont aujourd'hui exploitées de manière dissociées de part et d'autre de Veynes ;
- la ligne de Veynes à Briançon, qui dessert notamment preque les principales gares du département (Gap, Embrun et Briançon) ;
- la ligne de Livron à Aspres-sur-Buëch qui après avoir traversé la Drôme de relier le département principalement à la ville de Valence dans la vallée du Rhône. Cette ligne est équipée sur la quasi totalité de sa longueur (de Crest à Aspres-sur-Buëch) en block manuel qui nécessite une intervention humaine pour permettre les croisements. Le contrôle de vitesse par balises ainsi que la radio sol-train ne sont pas installés sur cette ligne.

### Dessertes assurées
Ces lignes sont parcourues un aller-retour quotidien Paris-Briançon assuré un train de nuit et par des trains omnibus gérés par les régions TER Provence-Alpes-Côte d'Azur (Zou !) et TER Auvergne-Rhône-Alpes. La fréquence, qui est depuis de nombreuses années identiques, est minimale et peu attractive : 
- Trois Marseille-Briançon (quatre en fin de semaine)
- Un Marseille-Gap
- Un Gap-Valence TGV
- Trois Briançon-Valence TGV-Romans via Valence-Ville (quatre les lundis et cinq ou six les samedis.
- Cinq Grenoble-Gap.

### Matériel roulant
Le matériel roulant utilisé comprend : 
- Des automotrices doubles diesel X 72500  de la région PACA
- Des automotrices bimodes B 81500 de la région PACA
- Des automotrices simple diesel X 73500 de la région AURA sur la ligne Gap Grenoble
- Des voiture-couchettes Corail tractées par des locomotives diesel pour le train de nuit Paris-Briançon.

### Un réseau menacé et sous-exploité
Le réseau ferroviaire des Hautes-Alpes souffre à la fois de la faible densité de la population et de la topographie difficile du département qui accroit les couts de maintenance. La liaison ferroviaire avec Valence (ligne de Livron à Aspres-sur-Buëch) a été un temps menacée de fermeture du fait d'une infrastructure très dégradée, avant que des travaux ne soient entrepris en 2021 pour remettre à niveau celle-ci. De même la liaison avec Grenoble (tronçon allant de Aspres-sur Buëch à Vif) est également menacée de fermeture dans les années 2010 à la suite de la forte dégradation de l'infrastructure. La ligne est sauvée grâce à une forte mobilisation des acteurs locaux. Un premier lot de travaux de sauvetage est entrepris en 2022 qui nécessite l'interruption du trafic durant pratiquement toute l'année. Une deuxième phase de travaux, dont le financement n'était toujours pas acquis début 2025, doit être impérativement réalisée d'ici 2027. Par ailleurs les ralentissements imposés par l'état des infrastructures rallongent de 30 minutes le temps de parcours sur le trajet Gap Grenoble. Les problèmes de matériel roulant affectent fortement la régularité. C'est en particulier le cas de la liaison Gap-Grenoble et des trains de nuit Paris-Briançon. Cette dernière liaison détenait le titre de pire ligne de France en 2023 et 2024 avec un taux de retard atteignant en 2024 51% dans le sens Paris Briançon. Il est prévu à une échéance mal définie le remplacement des voitures-couchettes Corail à bout de souffle à l'origine d'une partie importante des retards à une date mal définie. Dans le cadre des jeux olympiques d'hiver 2030 qui sont organisés dans les Alpes françaises, les responsables régionaux promettent de faire passe le temps de trajet entre Marseille et Briançon de 4h40 à 3h40. La solution envisagée, dont le financement n'est pas assuré début 2025, est la modernisation de la signalisation qui permettrait de faciliter les croisements.

Trains régionaux
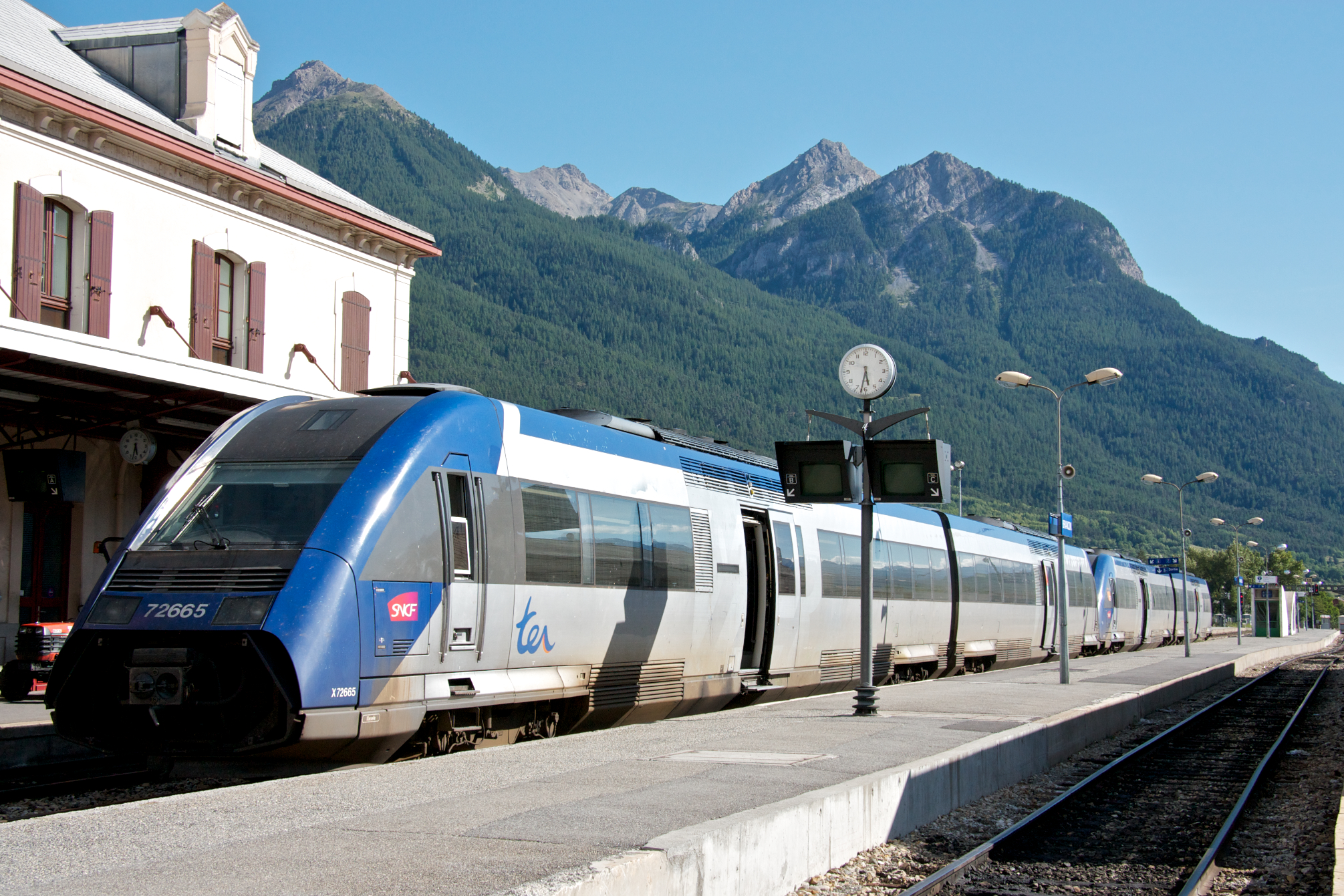
Automotrice en gare de Briançon.
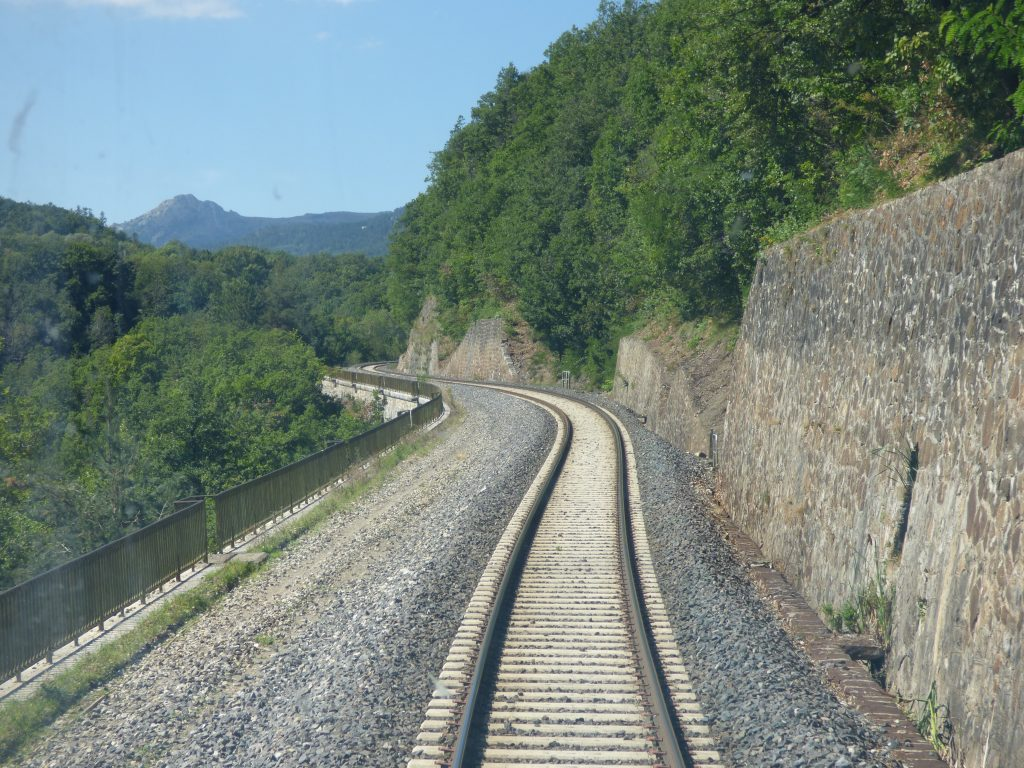
Portion de voie en corniche sur la ligne Veynes-Briançon.
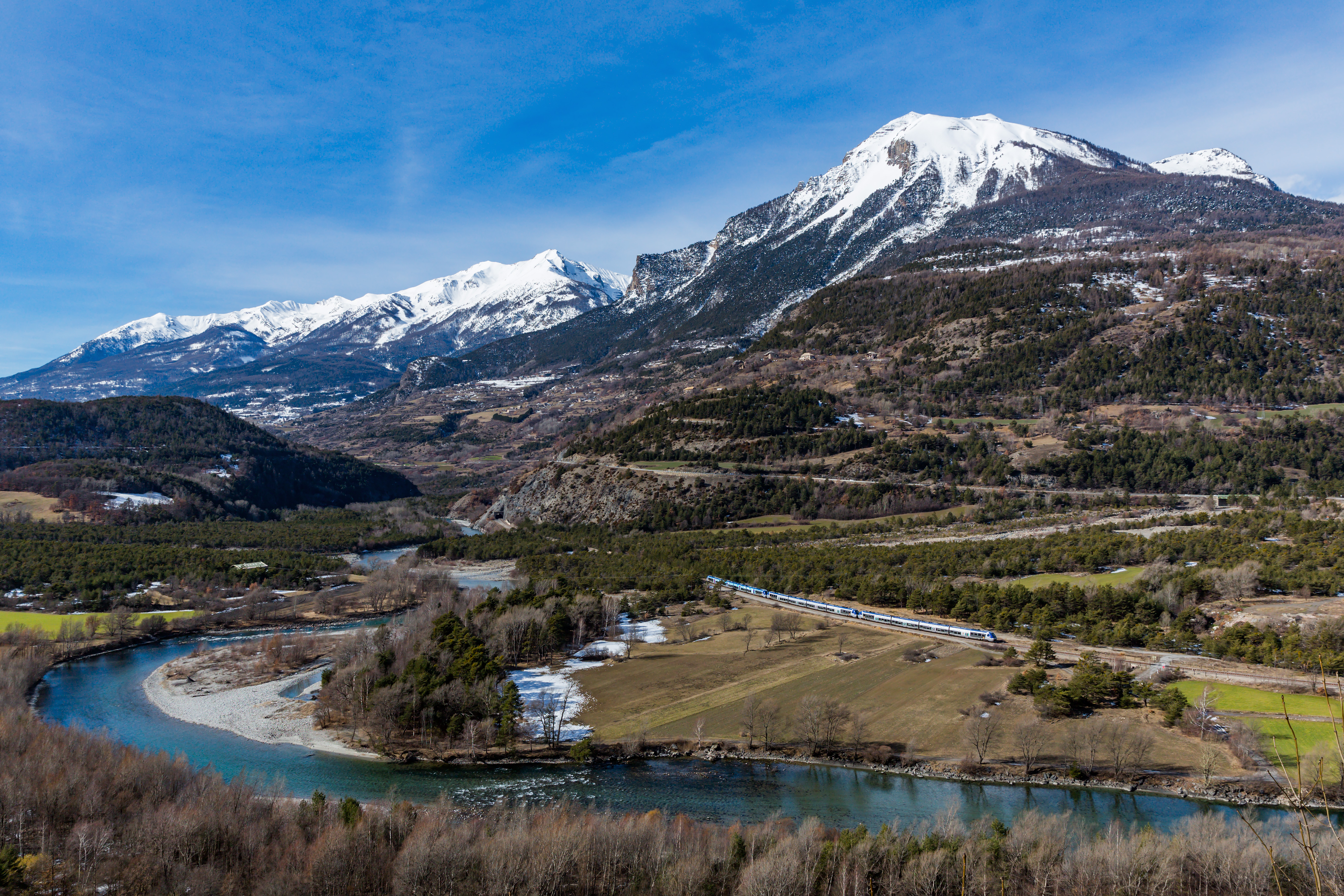
Automotrices sur la ligne Veynes-Briançon dans la vallée de la Durance entre  Embrun et Montdauphin-Guillestre.

## Covoiturage et autopartage

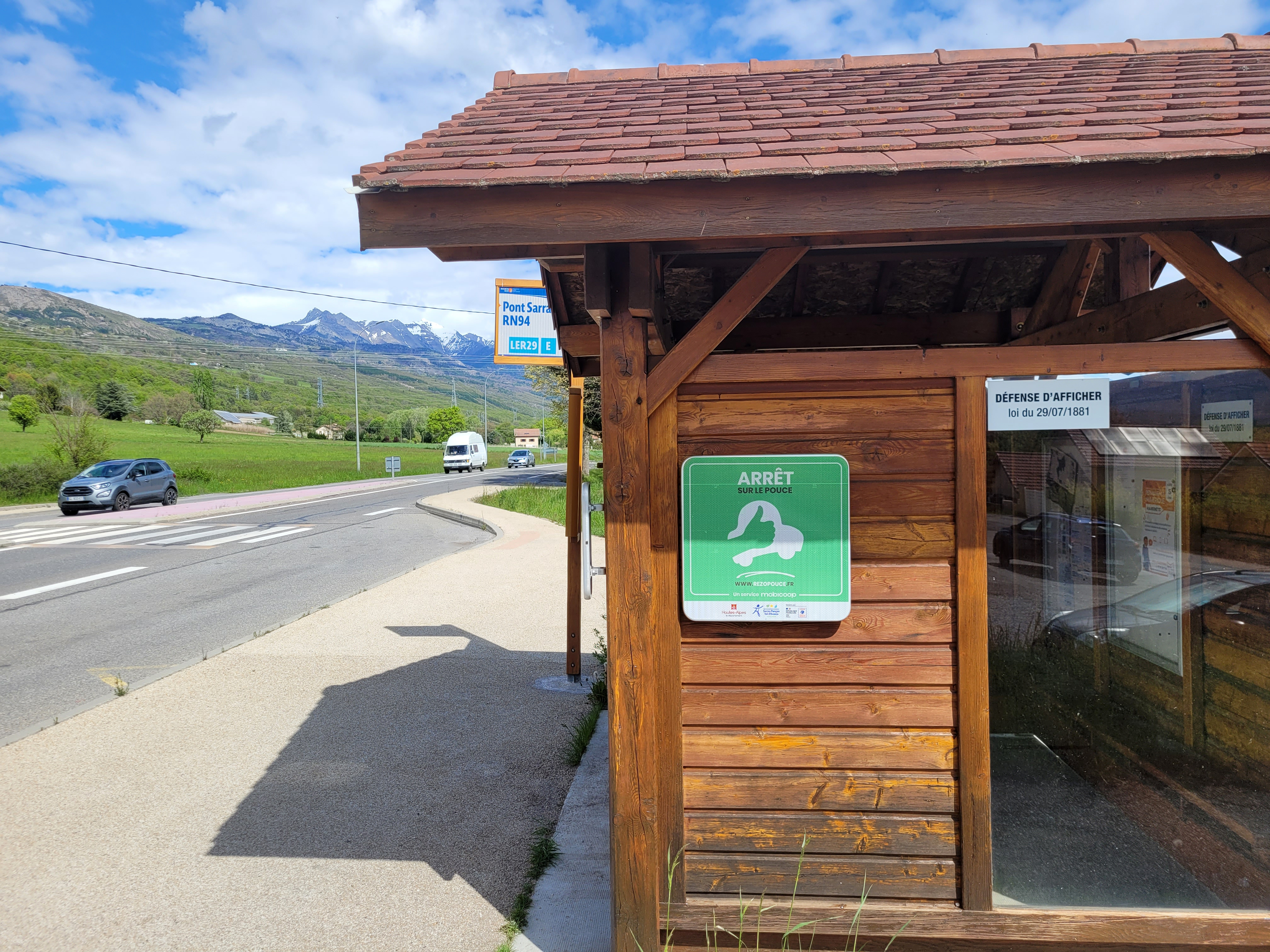
Panneau d'arrêt Rézo Pouce.

Le système d'aide au covoiturage Rézo Pouce a été officiellement inauguré dans les Hautes-Alpes le 17 octobre 2024. Ce système repose sur l'installation de panneaux matérialisant des  points d’arrêt d’autostop (900 points d’arrêt dans le département à cette date) et sur une application internet permettant pour un trajet et une date donnée de proposer ou de rechercher des covoiturages,.

## Modes actifs

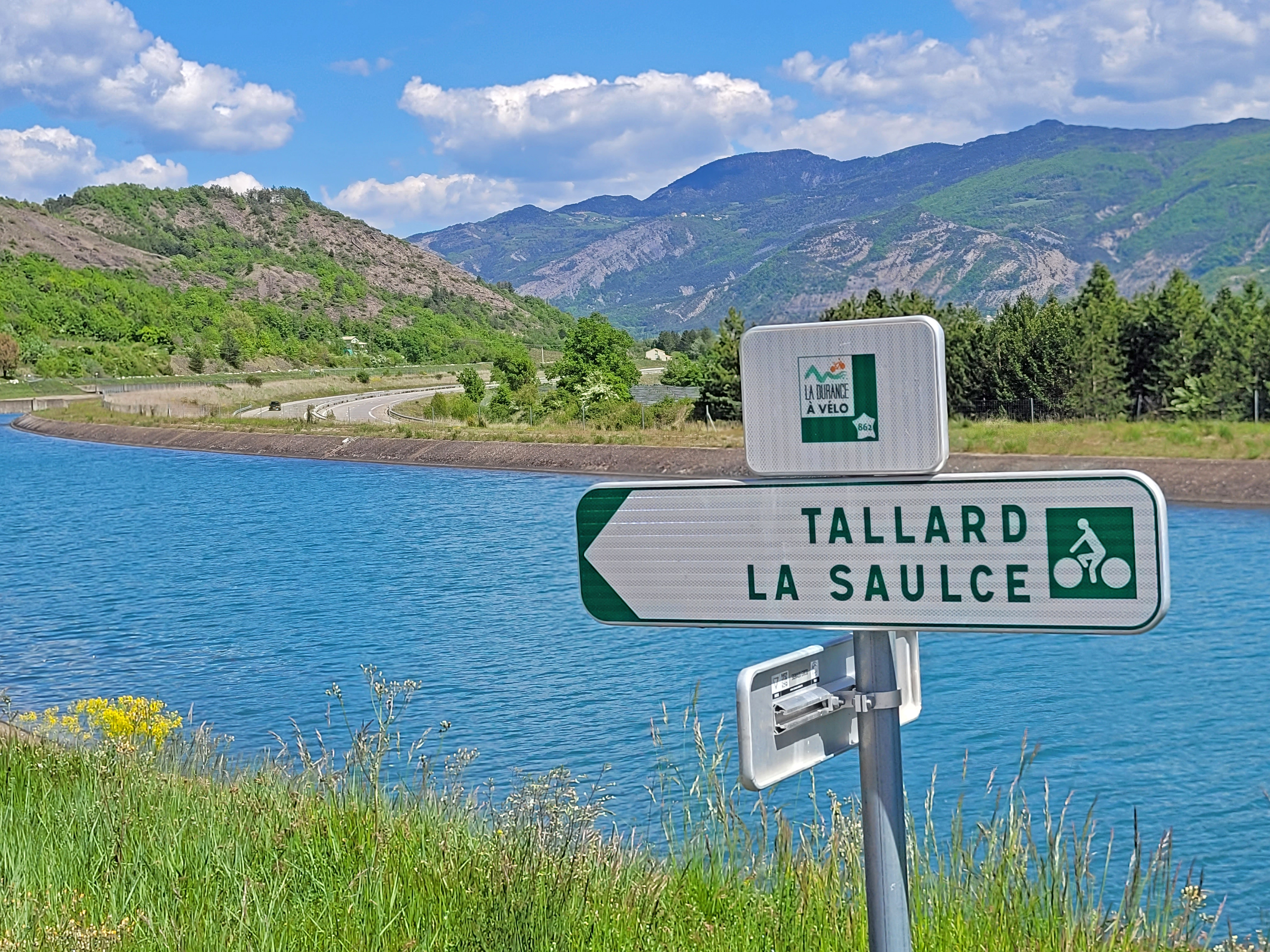
Panneaux signalant l'itinéraire de la véloroute la Durance à vélo vers Vitrolles au niveau du franchissement du canal EDF de la Durance.

Les Hautes-Alpes doivent à terme comprendre deux véloroutes principales :
- La véloroute "La Durance à vélo" longue de 438 kilomètres suit de plus ou moins près le cours de la Durance depuis Monétier-Les-Bains. La section située dans le département, qui est longue de 170 kilomètres et va de Monétier les Bains jusqu'à Sisteron en passant par Chorges, Gap et Tallard, a été inaugurée au printemps 2023. Courant 2025 elle comporte quasi exclusivement des voies partagées avec les voitures [31].
- Le tracé du tronçon Corps-Gap via le Champsaur de la véloroute V64 est en cours de finalisation en 2025.

Le département ne comporte pas de voies vertes notables. Les trois villes (Gap, Briançon et Embrun) disposent d'un réseau de pistes cyclables non continues et mal sécurisées qui cantonne l'utilisation du vélo aux cyclistes les plus aguerris.

## Transport aérien
Le département ne possède aucun aéroport assurant le transport de voyageurs ou de fret. Les aérodromes d'Aspres-sur-Buëch, Gap - Tallard, Mont-Dauphin - Saint-Crépin et Serres - La Bâtie-Montsaléon sont principalement destinés à l'aviation légère de tourisme et de loisirs.